# Ezio Sclavi
Ezio Sclavi (23. březen 1903 Montù Beccaria, Italské království – 31. srpen 1968 Taggia, Itálie) byl italský fotbalový brankář i trenér.
V roce 1923 hrál poprvé za Lazio. V roce 1925 odešel na jednu sezonu do Juventusu kde získal jedinou klubovou trofej. Získal titul v sezoně 1925/26. I přes konkurenci reprezentanta Combiho odehrál jedno utkání. I tak mu klub nabídl prodloužení smlouvy, ale na pozici místo záložníka. Odmítl ji a vrátil se do Lazia, kde chytal dalších osm let. Celkem byl u 252 utkání Biancocelesti.
Za reprezentaci odchytal 2 utkání a obdržel 2 branky. Ve své době byl ve velké konkurenci brankařů, jako byli Gianpiero Combi, Giovanni De Prà, Carlo Ceresoli a Giuseppe Cavanna. Také proto byl jen u jednoho mezinárodního turnaje o MP 1931–1932.
Po fotbalové kariéře se stal trenérem, ale žádných úspěchů nezaznamenal.

## Hráčská statistika
| Sezóna  | Klub     | Liga      | Liga   | Liga  | Ligové poháry | Ligové poháry | Ligové poháry | Kontinentální poháry | Kontinentální poháry | Kontinentální poháry | Celkem | Celkem |
| Sezóna  | Klub     | Soutěž    | Zápasy | Góly  | Soutěž        | Zápasy        | Góly          | Soutěž               | Zápasy               | Góly                 | Zápasy | Góly   |
| ------- | -------- | --------- | ------ | ----- | ------------- | ------------- | ------------- | -------------------- | -------------------- | -------------------- | ------ | ------ |
| 1923/24 | Lazio    | 1. Divize | 16     | -20   | -             | 0             | 0             | -                    | 0                    | 0                    | 16     | -20    |
| 1924/25 | Lazio    | 1. Divize | 14     | -18   | -             | 0             | 0             | -                    | 0                    | 0                    | 14     | -18    |
| 1925/26 | Juventus | 1. Divize | 1      | -2    | -             | 0             | 0             | -                    | 0                    | 0                    | 1      | -2     |
| 1926/27 | Lazio    | 2. Divize | 23     | -?    | -             | 0             | 0             | -                    | 0                    | 0                    | 23     | -?     |
| 1927/28 | Lazio    | 1. Divize | 16     | -34   | -             | 0             | 0             | -                    | 0                    | 0                    | 16     | -34    |
| 1928/29 | Lazio    | 1. Divize | 28     | -33   | -             | 0             | 0             | -                    | 0                    | 0                    | 28     | -33    |
| 1929/30 | Lazio    | Serie A   | 31     | -45   | -             | 0             | 0             | -                    | 0                    | 0                    | 31     | -45    |
| 1930/31 | Lazio    | Serie A   | 33     | -42   | -             | 0             | 0             | Stř.P                | 3                    | -5                   | 36     | -47    |
| 1931/32 | Lazio    | Serie A   | 32     | -48   | -             | 0             | 0             | -                    | 0                    | 0                    | 32     | -48    |
| 1932/33 | Lazio    | Serie A   | 31     | -41   | -             | 0             | 0             | -                    | 0                    | 0                    | 31     | -41    |
| 1933/34 | Lazio    | Serie A   | 26     | -43   | -             | 0             | 0             | -                    | 0                    | 0                    | 26     | -43    |
| 1934/35 | Messina  | Serie B   | 18     | -?    | -             | 0             | 0             | -                    | 0                    | 0                    | 18     | -?     |
| Celkově | Celkově  | Celkově   | 269    | -326+ | -             | 0             | -0            | -                    | 3                    | -5                   | 272    | -331+  |

## Úspěchy

### Klubové
- 1× vítěz italské ligy (1925/26)

### Reprezentační
- 1x na MP (1931–1932 – stříbro)